# Green Drop Award

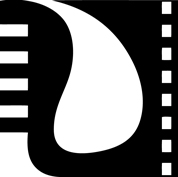
Logo do prêmio Green Drop Award

Green Drop Award é um prêmio concedido pelo Festival Internacional de Cinema de Veneza.
Criado em 2012 é atribuído ao filme - entre os concorrentes na seleção oficial - que "melhor representa os valores da ecologia e do desenvolvimento sustentável, com particular atenção para a conservação do planeta e dos seus ecossistemas para as gerações futuras, para os estilos de vida e cooperação entre povos”.

## Premiados
- A Quinta Temporada (La cinquième saison), dirigido por Jessica Woodworth (2012)
- Ana Arabia, regia de Amos Gitai (2013)
- As Noites Brancas do Carteiro (Belye noči počtal'on Aleksej Trjapicyn), dirigido por Andrei Konchalovsky (2014)
- Bēixī móshòu, dirigido por Zhao Liang (2015)
- Spira mirabilis, regia di Massimo D'Anolfi e Martina Parenti (2016)
- Voyage of Time, dirigido por Terrence Malick (2016)
- First Reformed, dirigido por Paul Schrader (2017);
- Nausicaa l'altra Odissea de Bepi Vigna (prêmio especial de animação). (2017)
- At Eternity's Gate, de Paul Schrader (2018).
- J'accuse (filme), de Roman Polański (2019).
- Noturno de Gianfranco Rosi (2020).
- Il buco de Michelangelo Frammartino (2021).
- Ruído Branco de Noah Baumbach (2022).
- Prêmio especial para Siccita por Paolo Virzì (2022)